# Ance, Pyrénées-Atlantiques
Ance là một xã thuộc tỉnh Pyrénées-Atlantiques trong vùng Nouvelle-Aquitaine in Nouvelle-Aquitaine ở tây nam nước Pháp. Xã này nằm ở khu vực có độ cao trung bình 252 mét trên mực nước biển.